# Mohammed Salim
Mohammed Salim (* 1904 in Calcutta, Britisch-Indien; † 5. November 1980 in Calcutta, Indien) war ein indischer Fußballspieler. Ohne ein einziges Pflichtspiel für Celtic Glasgow absolviert zu haben, gilt er als „Indischer Jongleur“ als Kultspieler des Vereins.

## Karriere
Mohammed Salim wurde im Jahr 1904 in Calcutta, in Britisch-Indien geboren. Er wuchs in einer unteren Mittelklasse Familie im Stadtviertel Metiaburuz auf. Nachdem er im Jahr 1911 das Fußballspiel zwischen dem Kalkutta-Klub Mohun Bagans und einer britischen Mannschaft des East Yorkshire Regiment gesehen hatte, war er von der Sportart begeistert. In den folgenden Jahren spielte Salim für die lokalen Vereine FC Chittaranjan und East Bengal Club. Mit dem Mohammedan Sporting Club gewann er bis zum Ende seiner Karriere fünf regionale Meisterschaften. Anfang des Jahres 1936 spielte er in einem Freundschaftsspiel gegen eine chinesische Olympiaauswahl. Als Zuschauer auf der Tribüne saß sein Cousin Hasheem der in Großbritannien lebte und zu Gast war. Er überzeugte ihn davon, mit ihm nach Europa zu kommen und Fußballprofi zu werden. Wenige Tage später, befanden sich die beiden Cousins schon auf einem Schiff, das sie über Kairo nach London und Glasgow bringen sollte. Mohammed Salim, war zum Zeitpunkt seiner Ankunft in Glasgow bereits 32 Jahre alt. Beim schottischen Verein Celtic Glasgow absolvierte ein Probetraining unter Willie Maley, in dem er vor 1000 Klubmitgliedern und drei weiteren Trainern vorspielen musste. Wie bei indischen Fußballspielern üblich in dieser Zeit spielte er mit bandagierten Füßen. Maley bot ihm noch am selben Tag an, zwei Freundschaftsspiele für Celtic zu bestreiten. Im ersten Spiel gegen Hamilton Academical, machte Salim beim 5:1-Erfolg ein beeindruckendes Spiel und erzielte ein Tor. Nach dem zweiten Spiel gegen den FC Galston, einem 7:1-Sieg, wurde er als der „Indian Juggler“ (Indischer Jongleur) gefeiert. Celtics Trainer Willie Maley bot ihm daraufhin einen Vertrag für die Saison 1936/37 an. Von Heimweh geplagt lehnte er das Vertragsangebot allerdings ab. Im September 1936 reiste er zurück nach Calcutta.
Salim starb 1980 im Alter von 76 Jahren.